# Jaworzyna (województwo łódzkie)
Jaworzyna – wieś w Polsce położona w województwie łódzkim, w powiecie kutnowskim, w gminie Oporów.
| SIMC    | Nazwa    | Rodzaj    |
| ------- | -------- | --------- |
| 0572370 | Feliksów | część wsi |

W latach 1975–1998 miejscowość administracyjnie należała do województwa płockiego.